# Mieres (Gerona)
Mieres è un comune spagnolo situato nella comunità autonoma della Catalogna.